# Municipio de Beulah (condado de Davison)
El municipio de Beulah (en inglés: Beulah Township) es un municipio ubicado en el condado de Davison en el estado estadounidense de Dakota del Sur. En el año 2010 tenía una población de 378 habitantes y una densidad poblacional de 4,07 personas por km².

## Geografía
El municipio de Beulah se encuentra ubicado en las coordenadas 43°42′39″N 98°8′12″O / 43.71083, -98.13667. Según la Oficina del Censo de los Estados Unidos, el municipio tiene una superficie total de 92.86 km², de la cual 92,84 km² corresponden a tierra firme y (0,02 %) 0,02 km² es agua.

## Demografía
Según el censo de 2010, había 378 personas residiendo en el municipio de Beulah. La densidad de población era de 4,07 hab./km². De los 378 habitantes, el municipio de Beulah estaba compuesto por el 96,3 % blancos, el 0,26 % eran asiáticos, el 2,91 % eran de otras razas y el 0,53 % eran de una mezcla de razas. Del total de la población el 2,65 % eran hispanos o latinos de cualquier raza.